# لشکر ۴ پیاده (بریتانیا)
لشکر ۴ پیاده بریتانیا (انگلیسی: 4th Infantry Division) لشکر پیاده‌نظام نیروی زمینی بریتانیا بود، که در سال ۱۸۰۹ تأسیس شد و در سال ۲۰۱۲ منحل گردید.
این یگان یک لشکر پیاده نظام منظم ارتش بریتانیا با سابقه‌ای بسیار طولانی بود که در جنگ شبه جزیره و نبرد واترلو، جنگ‌های کریمه و بوئر و هر دو جنگ جهانی حضور فعال داشت. این لشکر پس از جنگ جهانی دوم منحل شد و در دهه ۱۹۵۰ به عنوان یک تشکیلات زرهی اصلاح شد، پیش از آنکه منحل و دوباره اصلاح شود و سرانجام در ۱ ژانویه ۲۰۱۲ منحل شود.